# George Alencherry
Sa Beatitud el Cardenal Maran Mar George Alencherry (malaiàlam: ജോർജ് ആലഞ്ചേരി) és l'actual arquebisbe major de l'Església Catòlica Siro-Malabar i arquebisbe d'Ernakulam-Angamaly. Va ser elegit pel Sant Sínode de l'Església Siro-Malabar el 26 de maig de 2011 per succeir Maran Mar Varkey Vithayathil. Va ser creat cardenal de l'Església Catòlica i arxipreste titular de Roma al consistori celebrat el 18 de febrer de 2012 a la Basílica de Sant Pere.

## Biografia
George Alencherry va néixer el 19 d'abril de 1945, sisè fill de Philipose i Mary Alencherry a Thuruthy, a l'arxieparquia de Changanassery. El seu nom de baptisme és Geevarghese. Mar Alencherry va realitzar la seva educació primària a l'Escola St. Mary de Thuruty, i l'educació secundària al St Berchman's High School, Changanacherry. Inicià la formació sacerdotal el 1961 al seminari menor de Parel, Changanacherry. Mentre que estava al seminari menor, va obtenir el títol de batxiller en economia del St Berchman's College. Després dels estudis al seminari menor va ser enviat al Seminari Pontifici de Sant Josep d'Aluva, on completà els seus estudis filosòfics i teològics.
El 18 de desembre de 1972 el Cardenal Mar Antony Padiyara, llavors l'arquebisbe de Chanagancherry, l'ordenà prevere a l'església de Marthu Mariyam, per a l'arxidiòcesi de Changanacherry. Posteriorment continuà els seus estudis superiors al Pontifici Insitut de Teologia i Filosofia, on obtingué el seu grau màster. Mentre que Mar Alencherry realitzava els seus estudis superiors a Aluva, serví com a vicari a Periyarmugham, a l'arquebisbat d'Ernakulam‐Angamaly. Després de completar els seus estudis a Aluva, Alencherry va ser nomenat vicari assistent a la catedral de Changanacherry i Director del departament arxidiocesà de Formació de la Fe. A més, serví tres anys com a secretari de la Comissió pel Catecisme del Consell Episcopal de Kerala (KCBC). Després de la seva estada al KCBC va ser enviat a París per ampliar estudis. Allà realitzà cursos a la Universitat de la Sorbona i al Institut Catòlic, on obtingué el seu doctorat en teologia bíblica. En tornar a l'Índia el 1986, Alencherry va ser nomenat director del Centre Pastoral Oriental a Palavivattom i vicesecretari del KCBC. Serví a Kerala en aquest càrrec fins al 1993. Simultàniament, va fer de professor al Seminari Apostòlic de Sant Tomàs de Vadavathoor fins al 1997. entre 1994 i 1996 va ser protosincel del metropolità de Changanacherry.

### Bisbe de Thuckalay
La diòcesi de Thuckalay va ser erigida per la butlla Apud Indorum de l'11 de novembre de 1996. Va formar-se a partir de separar el territori de l'arxidiòcesi de Changanassery que s'estenia sobre l'estat de Tamil Nadu. Alencherry, llavors vicari general de l'arquebisbat de Changanassery en va ser nomenat primer bisbe per la nova eparquia. L'establiment de la diòcesi i el nomenament del primer bisbe van ser promulgats el 18 de desembre de 1996. Alencherry va ser consagrat bisbe el 2 de febrer de 1997 pel Mar Joseph Powathil, arquebisbe metropolità de Changanassery i Mar Mathew Vattackuzhy, eparca de Marthandam i van fer de co-consagradors.

### Elecció i entronament
El Sant Sínode Siro-malabar que començà el 23 de maig de 2011 a la Cúria Major Arxiepiscopal a Mount Marthoma Eranakulam elegí Alencherry com a bisbe de Thuckalay, el tercer Bawa Arquebisbe Major de l'Església Siro-Malabar. Les notícies de l'elecció va ser anunciada tant al Vaticà com al Mont Sant Tomàs, la Cúria Arxiepiscopal Siro-Malabar el 26 de maig de 2011. Alencherry havia estat elegit successor del difunt Arquebisbe Major Maran Mar Varkey Vithayathil. Va ser el primer cap de l'Església Siro-Malabar que ha estat elegit pel seu sínode. Quan el Papa Joan Pau II va fer de l'església Siro-Malabar una església arxiepiscopal el 1992, nomenat Antony Padiyara com el seu arquebisbe major, reservà el poder per nomenar els arquebisbes majors i els bisbes. Però el 2004 la Santa Seu atorgà plens poders administratius a l'església, incloent el poder d'elegir els seus bisbes.
El 23 de maig, el primer dia del sínode, s'elegí a Mar George Valiamattam, arquebisbe de Tellicherry, president del sínode electoral. A partir d'aquí seguiren els procediments d'elecció del nou Arquebisbe Major. A continuació el president de la sessió demanà a Alencherry si acceptava l'elecció i a continuació el no electe expressà la seva acceptació llegint-la davant del sínode. Immediatament la petició va ser enviada al Papa, a través de la nunciatura apostòlica a Nova Delhi, perquè s'aprovés l'elecció d'Alencherry. Aquesta va ser donada el 25 de maig següent, sent comunicada a l'administrador, Mar Bosco Puthur, el 26 de maig. L'aprovació papal a l'elecció de Mar Alencherry va ser anunciada al sínode per George Valiamattam, president de la sessió. A continuació, el nou elegit arquebisbe major, d'acord amb el dret canònic, va fer el seu jurament de fidelitat i comunió amb el Sant Sínode i l'Església. A continuació, tots els bisbes de l'Església Siro-Malabar expressaren el seu respecte i la seva comunió eclesiàstica amb el nou arquebisbe major. Mar Alencherry va dir que els seus serveis serien per a tothom a l'Índia. Posà èmfasi a les relacions inter-ritus, l'harmonia interfe i en l'ecumenisme.

### Cardenalat
El 18 de febrer de 2012, el Papa Benet XVI l'elevà al cardenalat, donant-li una birreta vermella única amb la creu Nasrani i un anell d'or durant el consistori celebrat a la Basílica de Sant Pere, creant-lo cardenal prevere de San Bernardo alle Terme.
Cardenals anteriors que pertanyien a l'Església SiroMalabar van ser Joseph Parecattil (28 d'abril de 1969), Mar Antony Padiyara (28 de juny de 1988) i Mar Varkey Vithayathil (21 de febrer de 2001).
La seva visita a Roma per a la seva creació com a cardenal coincidí amb la detenció d'oficials de marina a bord del Enrica Lexie, que dispararen i mataren dos pescadors. Els comentaris que va fer durant una entrevista amb l'agència de premsa italiana Fides va causar una significativa controvèrsia pel que fa a l'essència del seu missatge, que porta el cardenal Mar Allencherry a emetre comunicats de premsa per aclarir les declaracions amb Fides.
El 24 d'abril de 2012 Mar Alencherry va ser nomenat membre de la Congregació per a la Doctrina de la Fe, i un membre de la Congregació per a les Esglésies Orientals. Ocuparà aquests càrrecs fins a complir els 80 anys.
Sa Beatitud Mar George cardenal Alencherry va participar com cardenal elector en el conclave de 2013 que va triar el Papa Francesc. Durant el conclave Alencherry, (juntament amb el Patriarca copte Antonios Naguib, el Patriarca Maronita Béchara Boutros Raï i l'Arquebisbe Major Siro-malankar Baselios Cleemis) va ser un dels quatre cardenals forans a l'Església Llatina que portaven les robes pròpies de les seves esglésies respectives.

## Opinions

### Cura pastoral dels catòlics siro-malabars fora del territori "propi"
Històricament, els prelats de cristians de Sant Tomàs eren anomenats "Arquebisbe de l'Índia". Els títols que tenien eren «Metropolità i Porta de tota l'Índia o Porta de l'Índia». Això indica que era el rang més alt d'autoritat en l'Església de l'Índia i per extensió de la seva jurisdicció. Va gaudir d'una jurisdicció per tota l'Índia, governant de tota la Santa Església dels cristians de l'Índia. El Codex 22 Vaticà, escrit a Cranganore en 1301, li dona els títols de Metropolità i director de tota l'església santa de l'Índia Cristiana". L'any 1564 el Papa Pius IV va crear l'arxidiòcesi d'Angamali (amb jurisdicció sobre tota l'Índia). El 1600 l'estatus de Metropolità de l'seu de Angamaly va ser abolit (metropolitana de tota l'Índia, o Porta de l'Índia) i va ser feta sufragània de Goa, amb conseqüències de llarg abast. La notícia de la degradació de la seu d'Angamaly de metropolitana a sufragània va causar molt malestar entre els cristians de Sant Tomàs. Van perdre el títol de "Tota l'Índia", que pertanyia als prelats dels Cristians de Sant Tomàs durant molts segles. Més tard va ser restaurat l'estat metropolità a la seu d'Angamaly però mai no tornà a rebre el títol "Tota l'Índia". El 1896, els catòlics catòlics siro-malabars van establir la seva pròpia jerarquia, però en comptes de reeestablir l'antiga jurisdicció sobre tota l'Índia, es van establir tres vicariats apostòlics, a Trichur, Ernakulam i Changanassery.
A la segona meitat del segle xx, els membres de la comunitat siro-malabar havien emigrat en grans nombres a altres parts de l'Índia i de països estrangers. D'acord amb el Vaticà II i documents posteriors, com les lleis canòniques orientals i llatines, el Catecisme de l'Església Catòlica, les necessitats pastorals han de ser ateses pels sacerdots del seu propi ritu i en el seu propi ritu. Per a la cura pastoral dels catòlics siro-malabars a Bombai, Punai i Kerala, i als Estats Units i al Canadà es van establir les diòcesis de Kalyan (1988) i Chicago (2001). A més d'aquestes dues diòcesis, hi ha moltes comunitats de siro-malabars a moltes parts de l'Índia i a l'estranger. Les grans ciutats de l'Índia com Delhi, Bangalore, Madràs o Calcutta tenen molts catòlics siro-malabars.
| « | Els fidels de l'Església siro-malabar són al voltant de quatre milions, dels quals 3 milions i 400 mil viuen a les vint-i-vuit diòcesis de l'Índia. D'aquestes diòcesis, divuit es troben en el territori de la pròpia Església Siro-Malabar (Kerala, part de Tamil Nadu i Karnataka). Tenim una competència territorial només en aquestes divuit diòcesis. I ens agradaria tenir una jurisdicció territorial que cobreixi tot el territori de l'Índia: aquesta és una de les nostres peticions al Sant Pare i per a nosaltres és un objectiu important. Creiem que és el nostre dret. Abans de l'arribada dels missioners occidentals - van arribar els portuguesos al segle XVI - la jurisdicció de nosaltres, els "cristians de Sant Tomàs" es va estendre a tota l'Índia. A continuació, els missioners occidentals, a causa de la influència dels monarques europeus, van prendre la jurisdicció de l'Índia, el que restringeix el nostre per les àrees en les quals estaven més concentrats. | » |
| — Entrevista amb George Alencherry, arquebisbe major de l'Església siro-malabar per Roberto Rotondo i Gianni Valente | |   |

### Unitat dels cristians i ministeri petrí
| « | L'Església Catòlica a través del Concili per a la Unitat dels Cristians, ja ha començat un diàleg sobre la primacia. Crec que cal continuar el diàleg i buscar un acord comú amb les Esglésies d'Orient, com ja ho va ser en els quatre primers segles del cristianisme. En aquell moment hi va haver una entesa comú de la primacia. Ara l'Església ortodoxa sosté que és impossible tornar a la teologia anterior al Concili de Calcedònia, ja que no posseïm cap document de l'època. Però crec que a partir dels documents i les declaracions posteriors a l'època de Calcedònia no hi hauria la possibilitat de diàleg i l'acord sobre el ministeri petrí. És perquè existeix la frase "primus inter pares". Tots necessitem un ministeri petrí d'unitat, que és una referència per a totes les Esglésies. Espero que un punt a mig camí es trobi on l'Església catòlica i les Esglésies ortodoxes puguin unir-se en comunió plena amb l'Església de Crist. | » |